# Julie D. Fisher
Julie D. Fisher es una diplomática estadounidense y embajadora de Estados Unidos en Bielorrusia. Tras ser confirmada por el Senado, Julie Fisher juró su cargo como primera embajadora de EE. UU. en la República de Bielorrusia desde 2008 al 23 de diciembre de 2020.  Anteriormente ocupó el cargo de Subsecretaria de Estado Adjunta.

## Primeros años y educación
Miembro de carrera del Servicio Extranjero Superior, la embajadora Fisher estudió en la Universidad de Carolina del Norte en Chapel Hill, donde se especializó en estudios rusos y y de Europa del este. También obtuvo un máster en políticas públicas en la Universidad de Princeton.

## Carrera
La embajadora Fisher fue anteriormente Subsecretaria de Estado para Europa Occidental y trabajo en la UE en la Oficina de Asuntos Europeos y Eurasiáticos. Fue Representante Permanente Adjunta de la Misión de Estados Unidos ante la OTAN, dirigiendo los preparativos de la Cumbre de Bruselas de 2018 y el traslado a la nueva sede de la OTAN. Fue la Jefa de Gabinete del Subsecretario de Estado para Gestión y Recursos apoyando los esfuerzos de reforma que implican la gestión del conocimiento, los recursos humanos y la seguridad en las instalaciones de Estados Unidos en el extranjero.  
Anteriormente, la embajadora Fisher fue directora del Centro de Operaciones del Departamento de Estado, el equipo que facilita las comunicaciones para el Secretario de Estado, los directores del Departamento y los colaboradores de todo el mundo; el Centro de Operaciones también alberga los grupos de trabajo del Departamento y los equipos de respuesta a las crisis.
De 2011-2013, en apoyo del Secretario General de la OTAN,  Fisher estuvo destinada en el personal internacional de OTAN como Subdirectora de la Oficina Privada. Ha desempeñado funciones en embajadas de EE. UU. en Tiflis (Georgia), en  Kiev (Ucrania) y en Moscú (Rusia), así como visitas en el Consejo de Seguridad Nacional, las oficinas para Asuntos europeos de Oriente Próximo, y como miembro del personal de Secretaría Ejecutiva del Secretario de Estado.

## Vida personal
Habla ruso y francés